# 楚留香 (鄭少秋專輯)
《楚留香》，香港歌手鄭少秋加入娛樂唱片後第三張粵語個人音樂專輯，於1979年推出。

## 曲目
| 曲序 | 曲目                                                   |                  | 作曲     |
| ---- | ------------------------------------------------------ | ---------------- | -------- |
| 1.   | 楚留香（無線電視劇《楚留香》主題曲）                   | 鄧偉雄、黃霑     | 顧嘉煇   |
| 2.   | Oh Gal（改編自澤田研二的〈OH!ギャル〉）                | 江羽（即鄭國江） | 大野克夫 |
| 3.   | 留香恨（無線電視劇《楚留香》插曲）                     | 鄧偉雄           | 顧嘉煇   |
| 4.   | 難兄難弟（同名無線電視劇主題曲）                       | 江羽             | 顧嘉煇   |
| 5.   | 不要問好漢（香港電台廣播劇《叫魂》主題曲）             | 黃霑             | 顧嘉煇   |
| 6.   | 劫後情（改編自葉楓的〈昨夜夢中〉）                     | 陳麗雲           | 李厚襄   |
| 7.   | 神龍五虎將（同名無線電視劇主題曲）                     | 黎彼得           | 顧嘉煇   |
| 8.   | 只有緣未有份                                           | 盧國沾           | 顧嘉煇   |
| 9.   | 楊柳像我家一般新綠（改編自山口百惠的〈いい日旅立ち〉） | 盧國沾           | 谷村新司 |
| 10.  | 傾心一笑中（改編自山口百惠的〈禁じられた遊び〉）       | 江羽             | 都倉俊一 |
| 11.  | 故夢重溫                                               | 江羽             |          |
| 12.  | 楚留香主題曲音樂                                       |                  |          |

## 簡介
樂評人Muzikland指《楚留香》一如其他娛樂唱片出品的專輯，以劇集歌為重點。非劇集歌則以〈Oh! Gal〉較受注意，鄭少秋摸仿原唱澤田研二的海軍造型在無線電視音樂節目上演繹此曲，使其「扮野秋」的稱號開始不脛而走。文化評論人涂小蝶認為歌詞以當時的社會實況，描寫了少男的戀愛心情和上班族的心態；並對歌曲置於〈楚留香〉和〈留香恨〉中間的安排有微言，指情緒的轉折太突然。其他歌曲方面，專輯評鑒者黃國恩形容〈楊柳像我家一般新綠〉、〈傾心一笑中〉和〈故夢重溫〉的編曲有六十年代的感覺，〈難兄難弟〉則「很有突破」。

## 同名歌曲
歌曲描繪了大俠楚留香不羈瀟灑的形象。據鄧偉雄所述，歌詞是與黃霑一晚趕工，一人一句斟酌出來的；「就讓浮名輕拋劍外」是他寫的，「千山我獨行，不必相送」則是黃霑的手筆。

### 樂評和反響
前香港中文大學音樂系教授余少華認為〈楚留香〉屬於典型的顧嘉煇式古裝武俠歌曲，編配是「西方小型管弦樂團，以弦樂為主，不時用圓號……（或）一些中國樂器……作和應、填補式對位、模仿及過門」；並依西洋編曲法，以打擊樂器設定節奏表現氣勢，像此曲就以低音及定音鼓來表現「大俠楚留香灑脫邁步的形象」；亦喜運用背景合唱，此曲的女聲合唱就表現了「劇中香帥有眾紅顏作伴的形象」。他又讚揚鄭少秋咬字清晰，演繹亦自然，如唱「雲彩揮去」的「去」時，「由d輕輕拉到c#」，與王強（劇集於台灣播出時改用的國語歌手）形成強烈的對比。

歌曲於香港派台後曾成為香港電台中文金曲龍虎榜和商業一台中文歌曲擂台陣的周冠軍。1980年，躋身第二屆十大中文金曲頒獎禮的「十大中文歌曲」。1982年《楚留香》在台灣播映，收視率奇高，主題曲也跟著傳頌一時（片頭是王強主唱的國語版，歌詞並無差異；片尾則是原來的粵語版），甚至因「千山我獨行，不必相送」一句，成為了民間熱門的輓歌。